# Lindneromyia nigella
Lindneromyia nigella är en tvåvingeart som först beskrevs av Shatalkin 1980.  Lindneromyia nigella ingår i släktet Lindneromyia och familjen svampflugor. Inga underarter finns listade i Catalogue of Life.